# Techstep
Techstep - ciężka i dosyć mroczna odmiana muzyki drum and bass zbudowana na bazie mocnych, przesterowanych basów, zdecydowanych płaskich uderzeń perkusji oraz powtarzających się motywów dźwiękowych (i melodyjnych) zwanych z jęz. angielskiego loopami. 
Charakteryzuje się równym i cyklicznym uderzeniem werbla. Sztandarowymi producentami tego gatunku są: Concord Dawn z Nowej Zelandii oraz Bad Company z Wielkiej Brytanii. Gatunek ten najlepiej rozwijał się w latach 1998–2003. 